# Duca
Duca è un titolo nobiliare, inferiore in alcuni ordinamenti al titolo di principe -  e superiore al titolo di marchese viene utilizzato in vari stati come la Spagna, il Regno Unito, la Svezia e, in passato, anche l'Italia del periodo prerepubblicano.
La sua etimologia risale al greco bizantino δοῦκα (trasl. doûka), accusativo di δούξ (trasl. doúx), a sua volta traslitterazione del latino dūx ("condottiero, capo"), da cui si origineranno anche le parole duce e doge.
In età carolingia il titolo era usato per indicare genericamente un funzionario pubblico nella veste di comandante militare, infatti, nelle fonti non è raro trovare indicati come dux anche aristocratici a cui era affidato il controllo di marche o contee.

## Italia
Le insegne del titolo sono la corona cimata da otto fioroni d'oro dei quali cinque visibili (uso italiano), l'elmo d'oro arabescato, posto di fronte, semiaperto, e il manto di velluto porpora. La corona araldica normale di duca prevede che i fioroni d'oro siano semplici, sono però tollerate le corone araldiche di duca in cui ciascuno dei fioroni è bottonato da una perla.
Nella gerarchia nobiliare europea, il titolo di duca è sempre tra i più elevati, anche se a seconda dei paesi vi possono essere delle lievi differenze di collocazione nella scala gerarchica. Ad esempio, nella stessa Italia convivono tradizioni franche e longobarde e vi sono stati differenti usi tra nord e sud o tra le varie epoche.
Ad esempio il titolo di duca in Sicilia e nell'Italia meridionale era inferiore al titolo di principe, mentre nel Sacro Romano impero, del quale il nord Italia era parte, il titolo ducale era considerato sempre sovrano e superiore a quello di un semplice principe sovrano (Fürst), benché inferiore a quello di principe reale (Prinz). Nel Regno di Napoli, al di fuori dei componenti della famiglia reale, ebbero rango di 1º duca del Regno la famiglia Acquaviva che ebbe tale titolo su Atri dal re Ladislao (1395) nella persona di Andrea Matteo I, figlio di Antonio. I Del Balzo ebbero il ducato in data anteriore su Andria ottenuta però per matrimonio da Beatrice d'Angiò figlia di re Carlo II.
Dopo l'unità del 1861, nel Regno d'Italia si discusse se collocare i due titoli sullo stesso livello, cioè con la stessa importanza; infatti nella relazione alla Consulta Araldica del Biscaro in Boll. Uff. della Consulta Araldica, n. 40, febb. 1929, pag. 39-51, è affermato che la proposta di equiparazione dei due titoli è dovuta alla considerazione che nella storia, la superiorità di ciascuno di essi si alterna con l'altro secondo i tempi e gli stati, senza che si possa accertare una effettiva preminenza del titolo di principe su quello di duca. La soluzione adottata è stata che, come titoli nobiliari (non quindi sovrani), il titolo di principe precede quello di duca, anche in probabile armonia con la tradizione delle principali monarchie europee (Gran Bretagna e Spagna) che vedono come maggiore titolo nobiliare quello di duca, essendo quello di principe attribuito esclusivamente ai componenti della famiglia reale.
Perciò, nel Regno d'Italia e negli altri regni europei questa è la gerarchia utilizzata: re, principe, duca, marchese, conte, visconte, barone, nobile.
Per quanto riguarda i titoli sovrani, invece, nel Sacro Romano Impero erano catalogati secondo la seguente gerarchia: imperatore, re dei Romani, Principe elettore, arciduca, granduca, duca, principe, marchese, conte, visconte, barone, cavaliere ereditario, nobile.

### Principali famiglie ducali sovrane italiane
- Adorno, dogi (duchi) di Genova; primo doge avuto nel 1363.
- Borbone-Parma, duchi di Parma e Piacenza dal 1748.
- Borgia, duchi di Romagna, Urbino, Nepi e Palestrina dal 1501, Camerino dal 1502.
- Contarini, dogi (duchi) di Venezia, Croazia e Dalmazia, Signori della quarta parte e mezza di tutto l'Impero Romano (9 dogi a partire dal 697).[8] Duchi di Atene dal 1451.
- Della Corgna, duchi di Castiglione del Lago dal 1617.
- Cybo-Malaspina, duchi di Massa dal 1664.
- Este, duchi di Modena, Reggio e Ferrara dal 1452.
- Farnese, duchi di Parma e Piacenza dal 1545.
- Gonzaga, duchi di Mantova dal 1530 e Guastalla dal 1621.
- Medici, duchi, poi granduchi di Toscana dal 1532.
- Da Montefeltro, duchi di Urbino dal 1443.
- Sforza, Duchi di Milano dal 1450.
- Savoia, duchi di Savoia dal 1416, duchi di Genova dal 1815.
- Da Varano, duchi di Camerino dal 1515.
- Visconti, duchi di Milano dal 1395.

## Sacro Romano Impero
L'importanza che assunsero in seno all'organizzazione dell'impero è rivelata dal fatto che fecero parte del Collegio dei Grandi Elettori ben tre duchi su otto/nove membri che lo composero (Sassonia, Baviera, Brunswick-Hannover). Il titolo di duca (Herzog) aveva nella gerarchia feudale tedesca il più alto livello dopo l'imperatore e i principi di sangue imperiale. Il titolo era concesso a nobili sovrani e non sovrani, laici ma talvolta anche ecclesiastici - come nel caso del principe-vescovo di Würzburg che si fregiava del titolo di "duca di Franconia". Talvolta, i duchi che governavano territori nati dalla partizione di circoscrizioni più grandi erano detti Teilherzogtum. Nell'ambito dei collegi che componevano il Reichstag, oltre che nel collegio dei Grandi Elettori, vi erano famiglie ducali anche nel Collegio dei Principi con diritto di voto e di seggio alla Dieta. Nel corso dei secoli numerose furono le famiglie che ebbero il rango di duca.

### Duchi sovrani del Sacro Romano Impero
- Arenberg, ai Ligne, elevati nel 1644.
- Baviera, elettori.
- Borgogna, dal XVI secolo agli Asburgo.
- Bouillon, dal 1678 ai d'Albret de la Tour d'Auvergne.
- Brunswick.
- Brabante, dal XVI secolo agli Asburgo.
- Croy-Duelmen dal 1803 al 1810.
- Gonzaga, duchi di Mantova e Guastalla, duchi dell'impero.
- Holstein.
- Kleve.
- Looz-Corswarem dal 1764 consignori della contea di Niel.
- Meclemburgo.
- Mirandola.
- Palatinato-Neuburg.
- Palatinato-Sulzbach, dal 1742 elettori del Palatinato.
- Palatinato-Zweibrücken.
- Pomerania.
- Sassonia, elettori.
- Sassonia-Lauenburg.
- Sassonia-Weimar.
- Sassonia-Coburgo.
- Sassonia-Gotha.
- Sassonia-Altenburg.
- Sassonia-Hildburghausen.
- Sassonia-Meiningen.
- Savoia.
- Württemberg.

## Francia
Alle origini del regno di Francia medioevale, il titolo di duca era secondo solo a quello di re. Quasi tutti i duchi erano pari di Francia e governavano in maniera assai autonoma il loro territorio. Erano ducati i territori che in precedenza erano appartenuti a un popolo definito (come i normanni o i bretoni)  e/o erano stati in passato dei regni indipendenti come l'Aquitania e la Borgogna. Dalla fine del medioevo in poi, i re cominciarono ad attribuire nuovi titoli di duca ai vassalli che volevano onorare o a principi della casa regnante, per esempio ai signori di Borbone, di Orléans, di Vendôme, di Guisa, ai conti di Angiò etc. Dopo la morte accidentale che causò l'estinzione della famiglia di Louis Jean Marie de La Trémoille (8 febbraio 1910– 9 dicembre 1933), Principe e 12º duca de La Trémoïlle, 13º duca di Thouars, 13º principe di Taranto e 17º principe di Talmond, che godeva del rango di premier duc de France, questo titolo è passato ai duchi di Uzès della famiglia Crussol, Conti di Crussol e Principi di Soyons. Anteriormente ai De La Trémoille, avevano goduto di questo titolo fino al 1632 i titolari del ducato di Montmorency.

## Gran Bretagna
Il primo ducato inglese non appartenente a membri della famiglia reale fu quello di Norfolk attribuito nel 1397 da Re Riccardo II a Thomas Mowbray (discendente in linea materna da Riccardo I d'Inghilterra) passato poi per eredità alla famiglia cattolica Howard che fino ad oggi ne conserva il titolo e l'onore di I Pari del Regno.

## Spagna
La prima famiglia del regno ad avere il titolo di duca di Medina Sidonia furono i Guzmán nel 1445, poi Pérez de Guzmán, per passare alla famiglia Álvarez de Toledo estinta nel 2008 nei González de Gregorio.